# Pusztaszabolcs
Pusztaszabolcs – miasto na Węgrzech, w Komitacie Fejér, w powiecie Dunaújváros.
W mieście jest stacja kolejowa Pusztaszabolcs.